# Mireille Perrey
Mireille Perrey (* 3. Februar 1904 in Bordeaux; † 8. Mai 1991 in Fontainebleau) war eine französische Theater- und Filmschauspielerin.

## Leben
Mireille Perrey studierte zunächst Violine in Toulouse, danach folgte ein Schauspiel-Studium am Conservatoire national supérieur d’art dramatique in Paris. 1931 erschien ihr erster Film. Von 1942 bis 1947 gehörte sie der Comédie-Française an.
Bemerkenswerte Filmrollen waren „Madame Rémy“ in Dr. Knock läßt bitten und „Madame Pallas“ in Hotel Sahara (beide 1951) sowie Tante Élise in Die Regenschirme von Cherbourg (1964). Sie wirkte in 60 Film- und Fernsehproduktionen mit.

## Filmografie (Auswahl)
- 1931: Pas sur la bouche
- 1935: Jim la Houlette
- 1936: La Souris bleue
- 1940: Nadia la femme traquée
- 1949: Toâ
- 1950: Meurtres
- 1950: Miquette et sa mère
- 1951: Dr. Knock läßt bitten (Knock)
- 1951: Hotel Sahara
- 1953: Madame de …
- 1957: Mädchenfalle (Donnez-moi ma chance)
- 1958: Frauengefängnis (Prisons de femmes)
- 1960: Die unheimlichen Hände des Dr. Orlak (The Hands of Orlac)
- 1964: Die Regenschirme von Cherbourg (Les Parapluies de Cherbourg)
- 1971: Un peu de soleil dans l’eau froide